# プライベートホテル
「プライベートホテル」は、1990年6月21日に発売された鈴木雅之の9枚目のシングル。

## 解説
アルバム『mood』の1枚目の先行シングル。アルバムには別ミックスで収録している。
表題曲はベスト・アルバム『MARTINI』にも収録された。カラオケ・ヴァージョンが、『MARTINI』と同日発売のオリジナル・カラオケ・アルバム『MARTINI Instrumental Collection』に収録された。
カップリングはアルバム『Dear Tears』からのリカット収録。

## 収録曲
1. プライベートホテル
  - 作詞：安藤秀樹　作曲：大沢誉志幸　編曲：松本晃彦
2. 今日から…
  - 作詞：大下きつま　作曲：松尾清憲　編曲：有賀啓雄